# Kulka (Dźwierzuty)
Kulka (deutsch Kulk) ist ein kleiner Ort in der polnischen Woiwodschaft Ermland-Masuren und gehört zur Gmina Dźwierzuty (Mensguth) im Powiat Szczycieński (Kreis Ortelsburg).

## Geographische Lage
Kulka liegt am Westufer des Großen Lenkssees (polnisch Jezioro Łęsk) im Naturschutzgebiet („Rezerwat przyrody Kulka“) in der südlichen Mitte der Woiwodschaft Ermland-Masuren, zwölf Kilometer nördlich der Kreisstadt Szczytno (deutsch Ortelsburg).

## Geschichte
Der um 1785 Kulken und um 1820 Kulka genannte kleine Ort bestand in seinem Kern aus einer Försterei und einem Wirtshaus und war bis 1945 als Forsthaus Kulk ein Wohnplatz in der Gemeinde Jablonken (1938 bis 1945 Wildenau (Ostpr.), polnisch Jabłonka) im ostpreußischen Kreis Ortelsburg.
1945 wurde Kulk in Kriegsfolge mit dem gesamten südlichen Ostpreußen an Polen überstellt und erhielt die polnische Namensform „Kulka“. Heute ist die kleine Waldsiedlung („Osada leśna“) eine Ortschaft innerhalb der Landgemeinde Dźwierzuty (Mensguth) im Powiat Szczycieński (Kreis Ortelsburg), bis 1998 der Woiwodschaft Olsztyn, seither der Woiwodschaft Ermland-Masuren zugehörig.

## Kirche
Bis 1945 war Kulk in die evangelische Kirche Theerwisch (polnisch Targowo) in der Kirchenprovinz Ostpreußen der Kirche der Altpreußischen Union sowie in die katholische Kirche Mensguth im damaligen Bistum Ermland eingepfarrt. Heute gehört Kulka zur evangelischen Kirche Rańsk (Rheisnwein) in der Diözese Masuren der Evangelisch-Augsburgischen Kirche in Polen bzw. zur katholischen Pfarrkirche Targowo im jetzigen Erzbistum Ermland.

## Verkehr
Kulka ist von der Woiwodschaftsstraße 600 aus über einen Abzweig bei Orzyny (Erben) auf direktem Wege zu erreichen. Eine Anbindung an den Bahnverkehr besteht nicht.